# Мария Луиза Шарлотта Гессен-Кассельская
Мария Луиза Шарлотта Гессен-Кассельская (нем. Marie Luise Charlotte von Hessen-Kassel; 9 мая 1814, Копенгаген — 28 июля 1895, Ленгрис) — немецкая принцесса и ландграфиня Гессен-Кассельская; в замужестве — принцесса Ангальт-Дессаусская.

## Биография
Родилась в семье ландграфа Гессен-Кассельского Вильгельма и его супруги датской принцессы Луизы Шарлотты. Сестрой Марии была датская королева Луиза, супруга Кристиана IX. Таким образом, принцесса Мария была тёткой Александры, королевы Великобритании, Марии, российской императрицы, Георга I, короля Греции и Фредерика VIII, короля Дании.
11 сентября 1832 года принцесса вышла замуж за принца Фридриха Августа Ангальт-Дессауского, сына Фридриха Ангальт-Дессауского и Амалии Гессен-Гомбургской. В семье родилось три дочери:
- Адельгейда Мария (1833—1916), замужем за Адольфом I Нассауским, великим герцогом Люксембургским
- Батильда (1837—1902), супруга принца Вильгельма Шаумбург-Липпского. Их дочь Шарлотта стала последней королевой Вюртемберга.
- Хильда Шарлотта (1839—1926) — замужем не была.

## Титулы
- 9 мая 1814 — 11 сентября 1832: Её Светлость Ландграфиня и принцесса Мария Гессен-Кассельская
- 11 сентября 1832 — 28 июля 1895: Её Светлость Принцесса Ангальт-Дессаунская